# Тис Захаржевського
Тис Захарже́вського. Росте в Ялтинському гірсько-лісовому заповіднику, Крим, на Ай-Петрі на південному схилі гребеня на захід від зубців. Мабуть, найдревніший тис в Криму. Названий на честь одеського географа Я. В. Захаржевського, який знайшов і описав дерево в 1966 р. Обхват стовбура 3,76 м, висота 10 м, вік 1500 років. Зростає в ущелині в 100 м на схід від дороги, яка йде від кінної стоянки поблизу фунікулера на захід уздовж південного краю яйли. Дерево у гарному стані.

## Ресурси Інтернету
- Самые старые и выдающиеся деревья Украины, Крым (с. 4). Київський еколого-культурний центр (рос.). Архів оригіналу за 20 грудня 2016. Процитовано 11 грудня 2016.

## Виноски
1. 1 2   Шнайдер С. Л., Борейко В. Е., Стеценко Н. Ф. 500 выдающихся деревьев Украины. — К.: КЭКЦ, 2011. — 203 с.